# ヴィリアメ・タカヤワ
ヴィリアメ・タカヤワ（Viliame Takayawa 1949年2月21日 - 2010年2月17日）はフィジーの男子柔道家。ビティレブ島のVatukoula出身。1960年代に柔道をフィジーへ伝え、「フィジーの柔道の父」と呼ばれた。
17歳のころから柔道を始め、1970年代から1980年代にかけてフィジー代表として多くの国際大会に出場した。1979年の地元スバで開催されたサウスパシフィックゲームズでは金メダルを獲得し、フィジーにサウスパシフィックゲームズの柔道競技初の金メダルをもたらした。オリンピックには1984年ロサンゼルスオリンピックと1988年ソウルオリンピックに出場しており、いずれの大会でも開会式の入場行進で選手団の旗手を務めている。1982年にはフィジー・スポーツマンオブザイヤーに選ばれた。1988年に引退後は審判やコーチとして活躍した。